# Piedra del Peñol
El peñón de Guatapé, o piedra del Peñol (lengua tahamí: Mojarrá), es un monolito de 220 metros de altura, localizado en el término municipal de Guatapé, Antioquia, Colombia.

## Historia

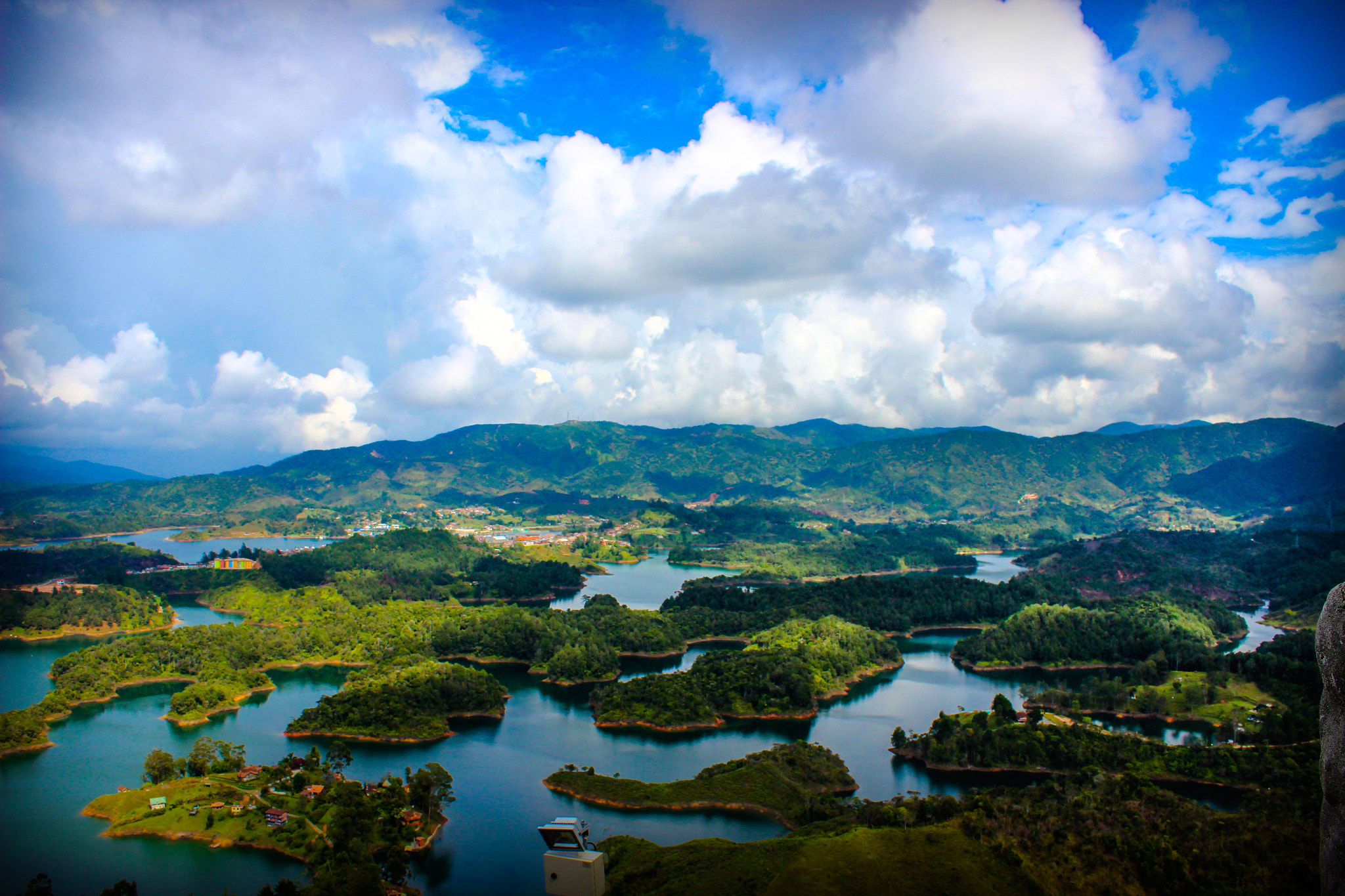
Vista desde el Peñón.

En los años 50 se escala por primera vez, se dice que demoraron más de 20 días. El terreno donde se asienta la piedra es propiedad privada. Los herederos de piedra actuales son la familia Villegas. Luis Villegas volvió publica la roca en los años 70 y en una alianza entre el dueño y el alcalde de Guatapé, iniciaron en la roca la pintura con el nombre de GUATAPÉ ya que la roca está realmente ubicada en territorio del municipio de Guatape; no obstante, debido a que la piedra fue durante un tiempo parte del territorio del municipio de El Peñol y aún sigue siendo parte de su identidad (e incluso su nombre es piedra del Peñól) dicho municipio logró que se detuviera esto con la ley 23 de 1973, según la cual no se puede pintar ni tachar ningún lugar turístico natural.
El 'Peñol' se ha convertido en un atractivo turístico del lugar, junto a la represa que la rodea. Forma parte del patrimonio cultural de Colombia y miles de personas de todo el mundo han visitado el lugar para escalar sus 708 escalones hechos de la misma roca que la forma.

### Detalles sobre la formación de la roca

Mapa del municipio de Guatapé, la Piedra se encuentra en la vereda homónima.

La despresurización es un relajamiento mecánico de una masa rocosa cristalina sepultada que posteriormente, por erosión, emerge. La pérdida de presión de confinamiento significa una caída de las fuerzas confinantes y como respuesta un incremento en el volumen de la masa ya descubierta, para que las fuerzas de distensión den el domo, como ejemplo el Pan de Azúcar en Río de Janeiro o la piedra de El Peñol en Guatapé (Antioquia)
Manual de geología para ingenieros

### Dimensiones
- Volumen: 22 millones de m³,
- Densidad: 3000 kg/m³, con  un total de 66 millones de toneladas.
- Perímetro: 770 m.
- Altura sobre el nivel del mar 2137 m s. n. m.
- Composición: granito (cuarzo, feldespato y mica). Esta estructura rocosa hace parte del batolito antioqueño.

## Galería de fotos

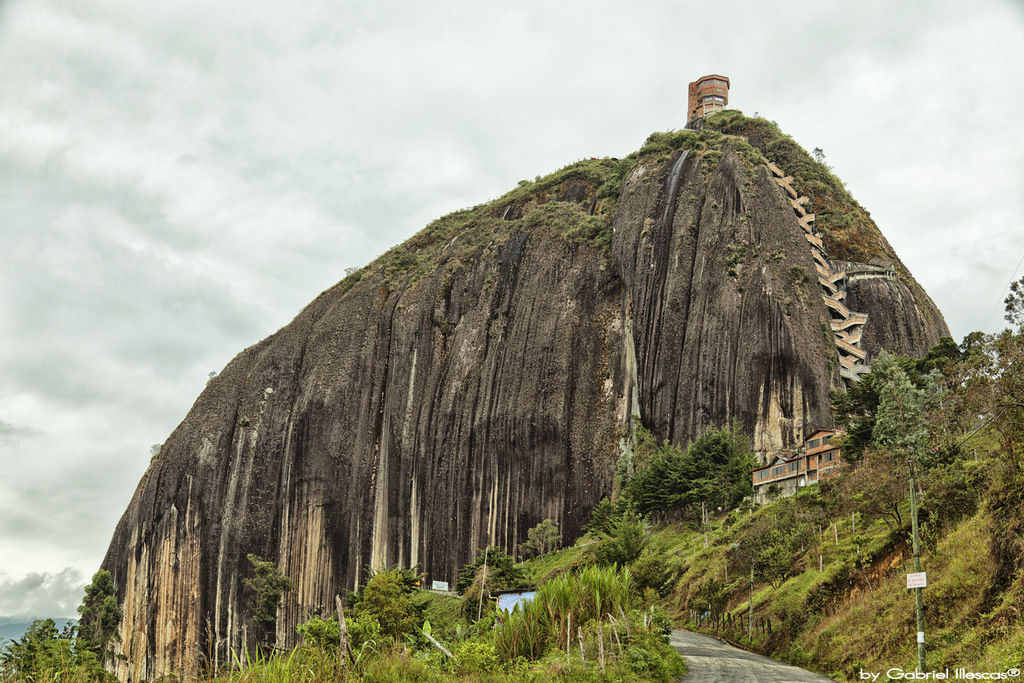
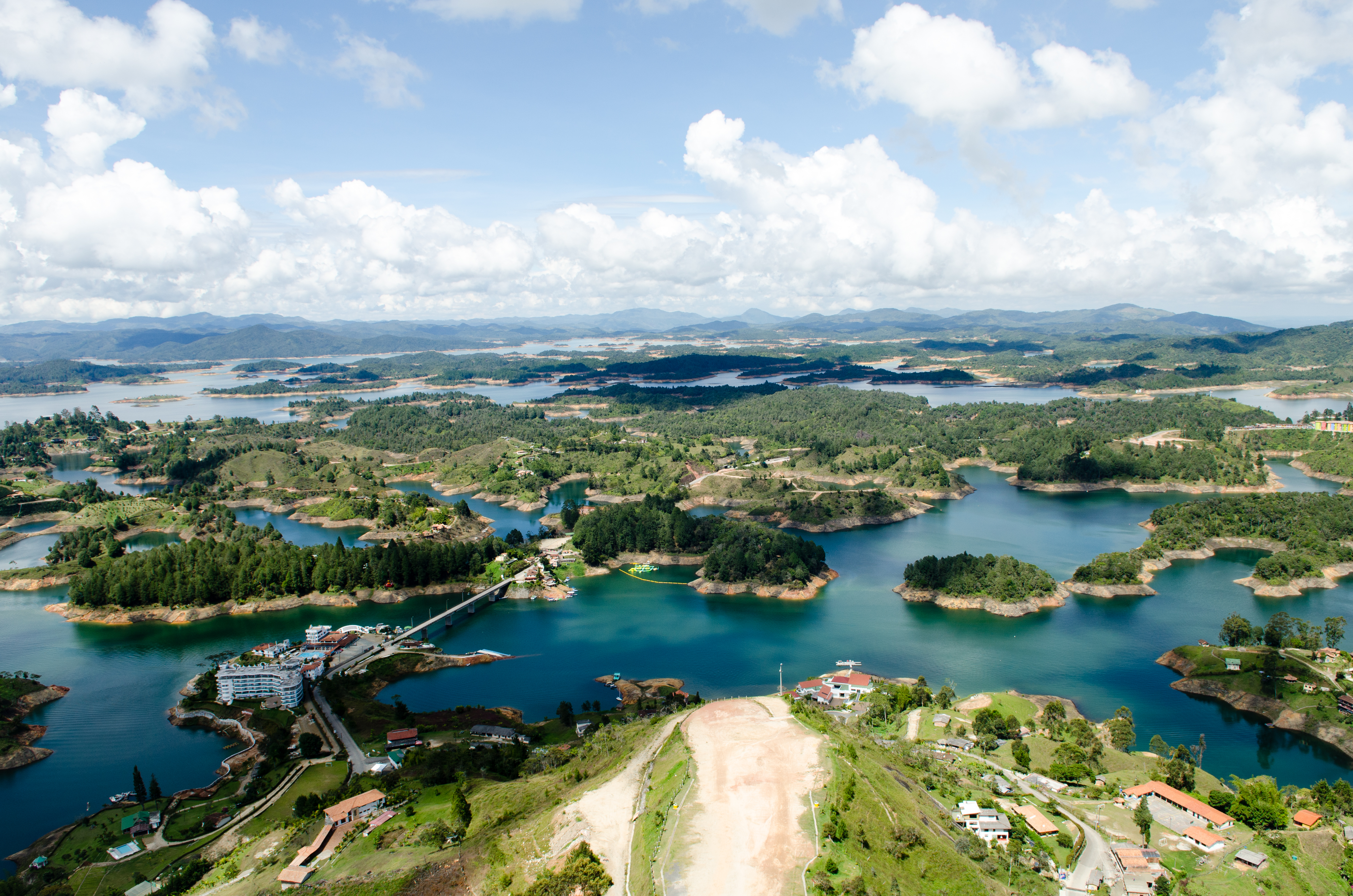
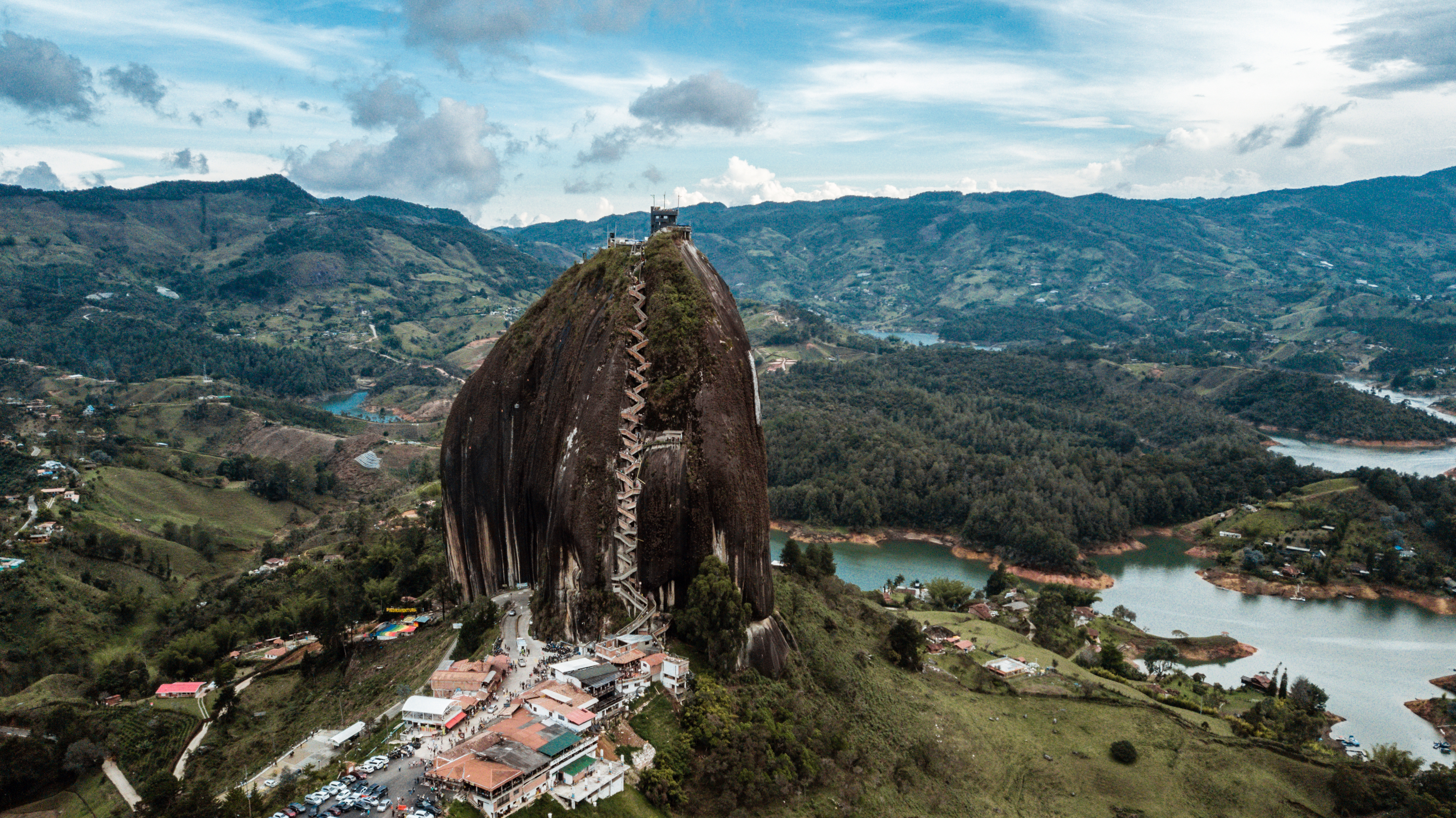